# Штейгер
Штейгер — посадова особа у середні віки на гірничих роботах, якій доручалося безпосередньо керувати робітниками на гірничому підприємстві. По суті — молодший гірничий майстер, десятник, якому доручалося безпосередньо керувати робітниками. Підпорядковувався бергмайстеру.

На землях України в 19 ст. існувала Лисичанська штейгерська школа. 

Рідкісна світлина. Заняття в Лисичанській штейгерській школі. Кінець XIX ст.

Наводимо уривок з праці Георга Агріколи De Re Metallica (1556 р.), який саме присвячений опису гірничих посад часів пізнього Середньовіччя:
| Штейгер розподіляє роботу між найманими робітниками, уважно стежить за тим, щоб кожен з них виконував свої обов'язки старанно і з користю для справи. Він звільняє робітників, які виявили незнання справи або недбале ставлення до своїх обов'язків, і замінює їх іншими за згодою обох присяжних наглядачів і управителя гірничого підприємства . Він повинен і сам бути (майстерним) в гірничій справі майстром, зокрема теслею, щоб вміти закладати шахтний стовбур, ставити стовпи, зводити кріплення, що підтримують виробку, щоб будь-які непідперті брили порід висячого боку не відділилися від загальної маси гірської породи і не задавили при обвалі робітників. Він повинен вміти проводити штольневі канавки, через які відводиться вода, що збирається з жил, прожилків і стиків скель. Крім того, він повинен вміти розвідувати жили і прожилки, щоб закладати шахтні стволи в належних місцях, і як самому вміти відрізняти викопні речовини одну від іншої, так і навчати своїх людей належному розділенню цих речовин. Він повинен також знати усілякі способи промивання руд, щоб бути в змозі навчати промивальників, як промивати (збагачувати) рудоносні землі або піски. Рудокопам, які стають до роботи, штейгер дає залізні знаряддя і розподіляє між ними певну кількість сала для ламп. Він наставляє їх, як вести проходку з користю для справи, і стежить за старанним виконанням ними взятих на себе обов'язків... Зважаючи на велику кількість настільки значних штейгерських обов'язків і праць, якщо тільки рудник не довіряють одному лише штейгеру, для роботи в ньому іноді призначаються два і навіть три штейгера . |